# Fecskefélék

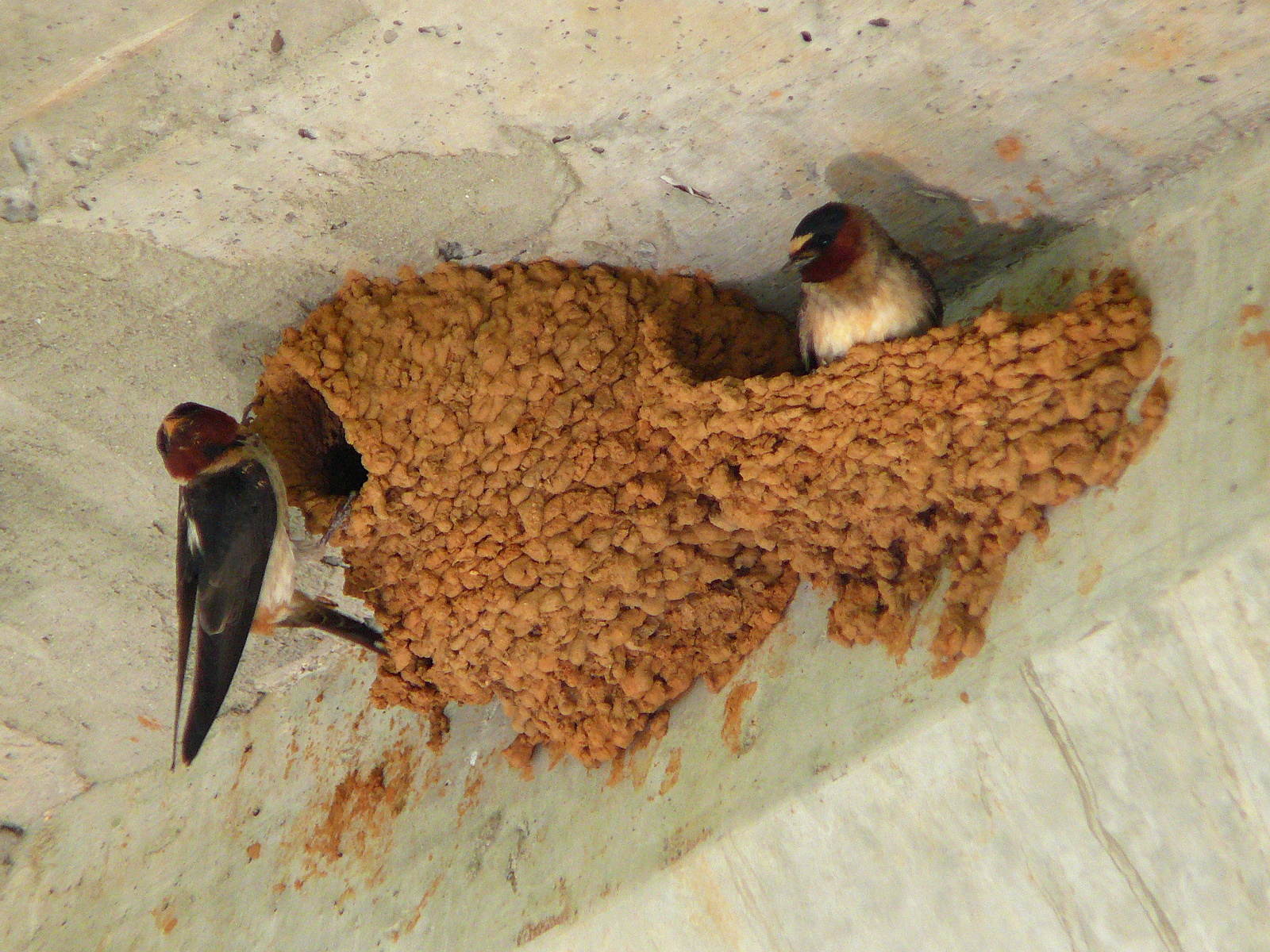
Amerikai sziklafecske-fészkek

A fecskefélék (Hirundinidae) a madarak osztályának (Aves) a verébalakúak (Passeriformes) rendjébe tartozó család. Magyarországon élő fajaikat a Magyar Madártani és Természetvédelmi Egyesület 1982-ben, 1983-ban és 2010-ben „Az év madaraivá” választotta.
A fecskék más néven a „szabadság madarai”. Ez az elnevezés a madár héber nevében (דְּרוֹר, deror) is megmutatkozik. Ezt a nevet annak köszönhetik, hogy nem lehet őket fogságban tartani. Ha mégis elfogják őket, nem szaporodnak tovább.
A fecskéknek az ókorban körülbelül ugyanoly mitológiai jelentésük volt, mint a kakukknak, amennyiben tavasszal áldást, télen nagy szerencsétlenséget hoztak.

## Előfordulásuk
Az Antarktisz kivételével minden kontinensen megtalálhatóak. Természetes élőhelyeik a nyitott területek, gyepek, nyílt erdők, szavannák, mocsarak, mangrovék és cserjések.

## Megjelenésük
Testük karcsú és áramvonalas. Hosszú, hegyes szárnyukkal gyorsan és fordulékonyan repülnek. Szájuk nagy és széles, csőrük kicsi, háromszög alakú. Lábaik rövidek és gyengék. A tollazatuk rövid, lesimuló, gyakran fémfényű. 9 elsőrendű evezőjük közül a 2–3. a leghosszabb.
Testhosszuk 10–23 centiméter. A két nem igen hasonló.

## Életmódjuk
Repülő rovarokra  vadásznak. A fajok többsége vonuló.

### Szaporodásuk
Egyes fajaik művészi fészket építenek sárból, mások a homokos partoldalakba vájnak fészekodút, de harkályok elhagyott odúit is használják. Általában 4-6 tojást raknak, amelyeket kb. két hét alatt költenek ki. Évenként kétszer is költhetnek.

## Rendszerezés
A családba két alcsaládot sorolnak 20 nemmel:

### Nádifecskeformák
A nádifecskeformák (Pseudochelidoninae) alcsaládjába 1 nem tartozik:
- Pseudochelidon – 2 faj

### Valódi fecskeformák
A valódi fecskeformák (Hirundininae) alcsaládjába 16 nem tartozik:
- Prognini nemzetség
  - Phedina – 2 faj
  - Riparia – 6 faj
  - Tachycineta – 9 faj
  - Atticora – 2 faj
  - Alopochelidon – 1 faj
  - Notiochelidon – 4 faj
  - Stelgidopteryx – 2 faj
  - Progne – 9 faj
- Psalidoprocnini nemzetség
  - Pseudhirundo – 1 faj
  - Cheramoeca – 1 faj
  - Psalidoprocne – 5 faj
- Hirundinini nemzetség
  - Ptyonoprogne - 4 faj
  - Hirundo – 14 faj
  - Delichon – 3 faj
  - Cecropis - 9 faj
  - Petrochelidon - 11 faj

## Képgaléria

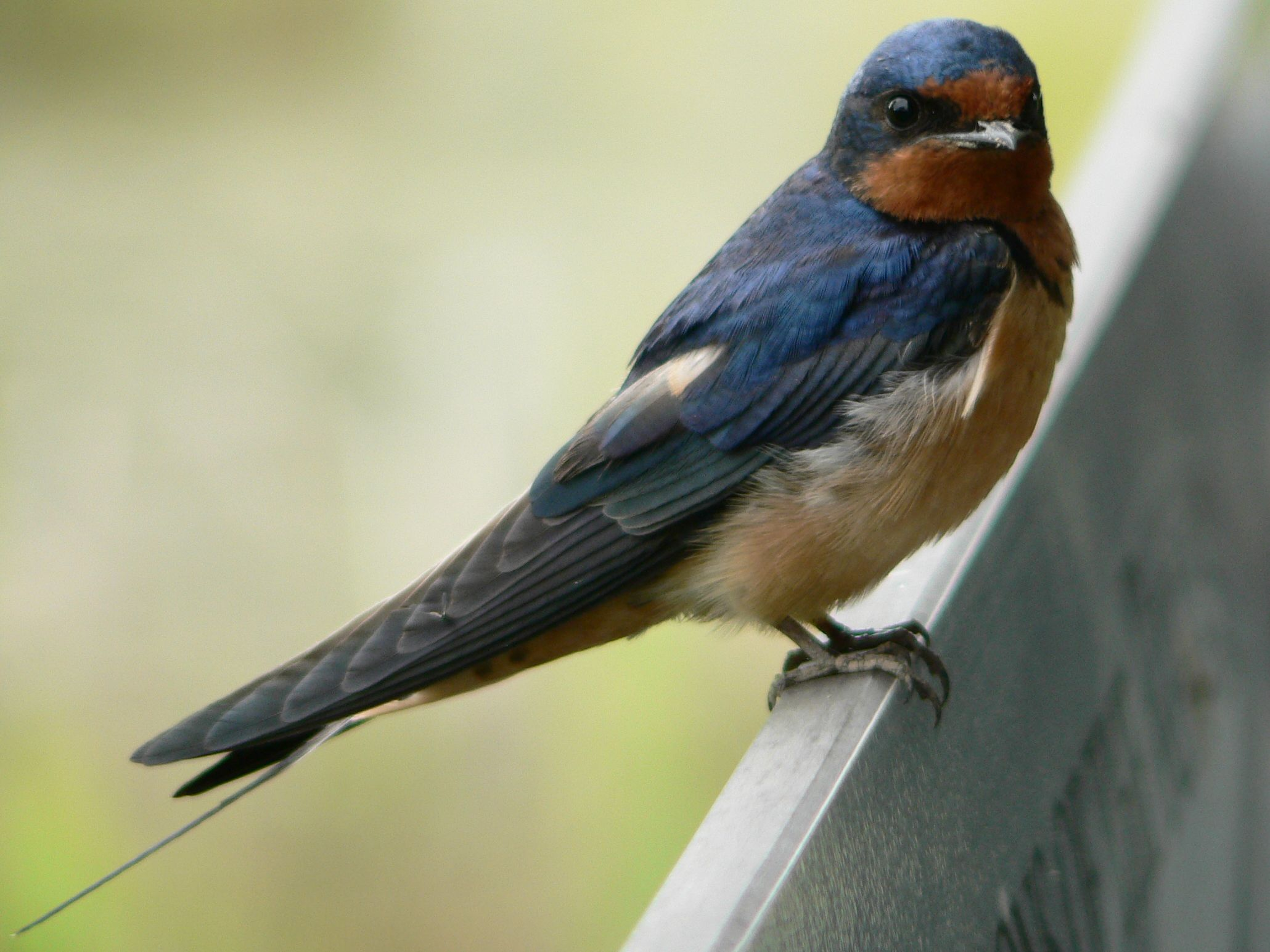
Füsti fecske
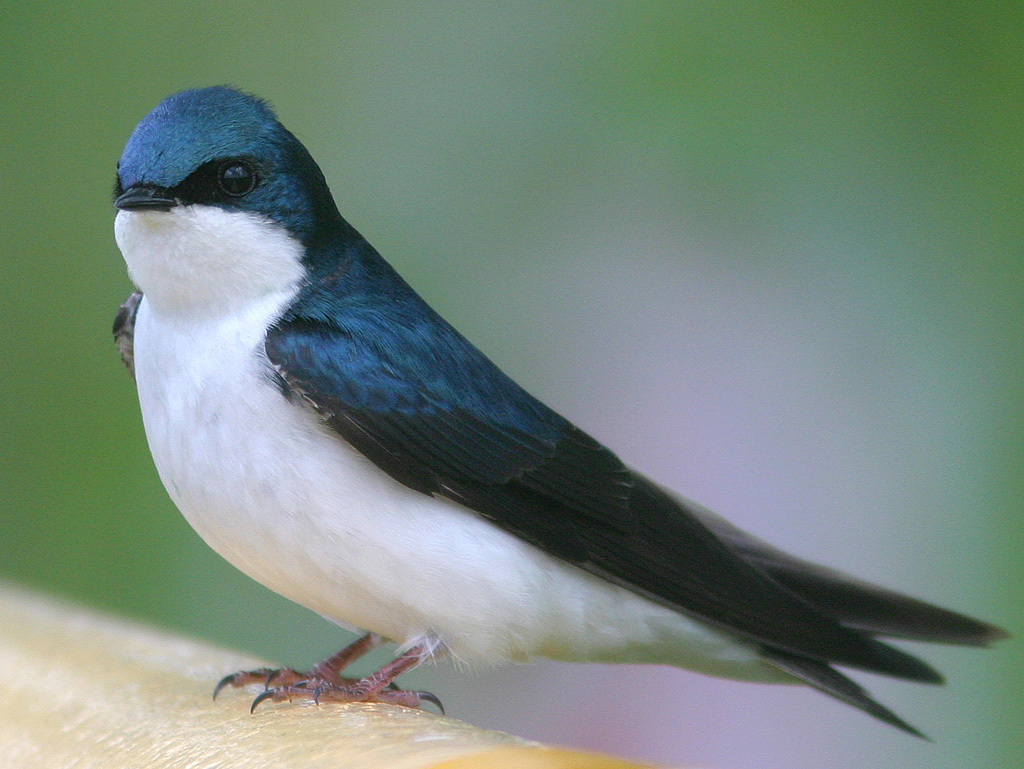
Odúfecske
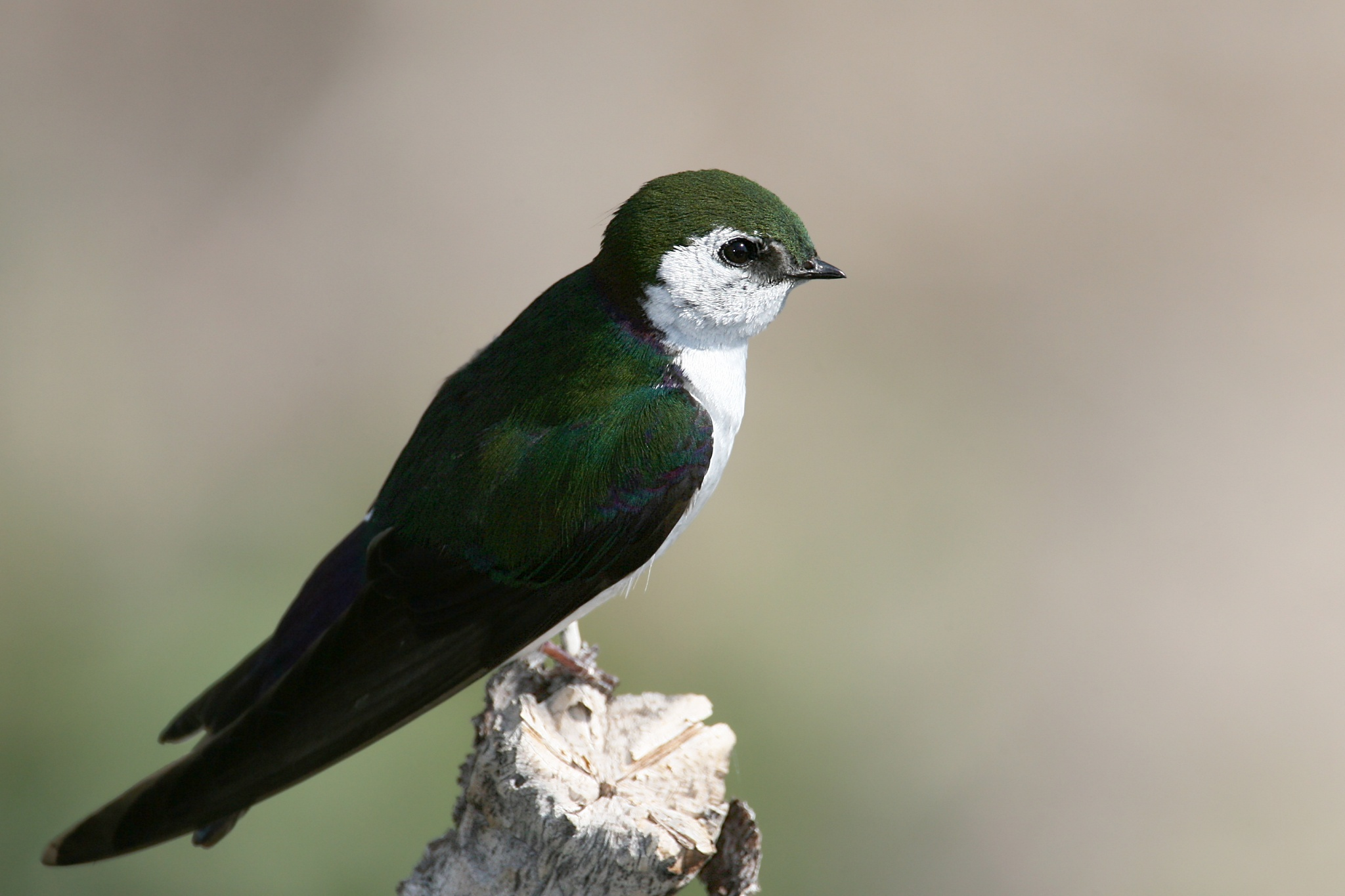
Karolinai fecske
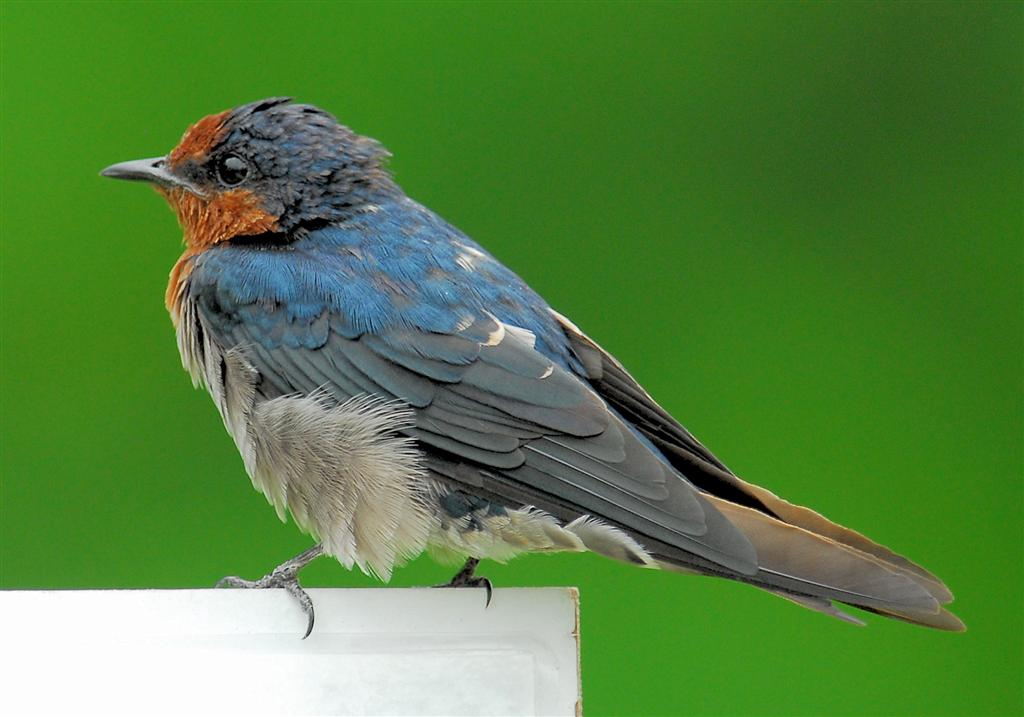
Déltengeri fecske